# 更衣 (後宮)
更衣（こうい）とは、本来天皇の衣替えに奉仕する女官の呼称であったが、後に嬪・女御に次ぐ令外の后妃の身位（『弘仁式』中務省式）となった。

## 概要
更衣は天皇の居室・寝室に立ち入ることが可能なことから后妃としての性質を備えるようになり、嵯峨天皇の時代に女御のうち下位のものを指す呼称となった。通常は四位・五位の位階を授けられた女性が更衣となり、その所生の子は臣籍降下の対象とされた（はじめは源平藤橘の氏姓を母に持つ皇子皇女は臣籍降下の対象外とされた）。
定員は10名（『延喜式』）とも12名（『西宮記』）とも言われているが、実数は少ない。通常は出自が低い女性が更衣とされていたが、まれに公卿クラスの娘が更衣となる場合もあった（第一皇子の母広姫）。その場合にはのちに女御や中宮まで進むことがあり（醍醐天皇の生母で藤原北家傍流高藤流の藤原胤子は宇多天皇の即位と所生の皇子の儲君治定を機に更衣から女御への道を歩んでいる）、その所生の子も必ずしも臣籍降下の対象とはされなかった（たとえば文徳天皇の寵妃紀更衣静子が産んだ第一皇子・惟喬親王や中納言在原行平の娘・更衣文子が産んだ清和天皇の第八皇子・貞数親王などの例がある）。
平安時代中期に成立した『源氏物語』では、按察大納言の娘桐壺更衣が桐壺帝との間に光源氏を生んだと設定されている（「桐壺」）。
朱雀院の後宮にいた、一条御息所は更衣であった（「柏木」）。紫式部の祖父・藤原雅正の姉妹である藤原桑子は醍醐天皇の更衣だが、皇子女を生んだ更衣（御息所）が実在したのは醍醐天皇、村上天皇の代までで、源氏物語が書かれた時代に更衣は存在しなかったとする説があるが、当時の帝 一条天皇の父・円融天皇には中将御息所、少将更衣と呼ばれる更衣がいたことが『円融院御集』に見える。村上天皇の二人の皇子である冷泉天皇・円融天皇の在位のあと、冷泉天皇の息子・花山天皇、円融天皇の息子・一条天皇の後宮に更衣がいなかった政治的背景としては、一世紀にわたって藤原北家が他氏排斥を目論み、安和の変で源高明の追放を最後に藤原北家が外戚を独占するに至った事実がある。その後、更衣の制度が正式に廃止されたわけではなく、ただ藤原北家摂関家流の公卿の娘が参入しえて女御を号し、それよりも下の出身の貴族が北家の摂関・内覧・一の上を憚って娘の入内を遠慮したため、更衣が補充されなかっただけの話である。
女御の下に「更衣」を置く制度は摂関政治期を経て後三条天皇の時代まで存置していた、と史料的には考えられている。藤原道長の妹と娘の世代から次第に尚侍も（源氏物語が描く宮中奉仕の実務をこなす玉鬘とは別に）后妃化して、実質的な内侍司の事務長官の座を典侍に譲った。村上朝以後、頻繁な焼亡と再建に平安奠都以来の内裏建築は実体を失い、一条朝以後、仮皇居である里内裏が活用されるようになると、後宮の制度も「女院」「非妻后」「准后」などの出現で明らかに形骸化した。更衣になるべきだった女性の例として、後三条朝の女官・源基子は亡父の極官が参議でありながら更衣の代わりに女御を宣下されたことで、幸い人と見られて大いに羨まれたという。基子が産んだ上の皇子・実仁親王は後三条天皇の強い意志によって皇太子に立てられたが儲君のまま疱瘡で早世し、もう一人の皇子・輔仁親王は「実仁即位の暁に皇太弟とする」という後三条の遺言を異母兄・白河天皇によって反故にされ、白河上皇との確執の間で生涯を終えた。
白河上皇の孫にあたる鳥羽上皇に至っては、譲位後に参入した寵妃藤原得子をその所生の近衛天皇の立太子とともに女御とし、近衛天皇即位の同年に立后させたことで、世間から「国母の皇后」として大いなる驚奇をもって見られたという。源基子も藤原得子も、本来なら更衣となってもおかしくない出身で、気性が激しい摂関家の若き御曹司から「諸大夫の女」（藤原頼長はその日記『台記』で、得子の父・長実の家柄を指して殿上人になれない四・五位止まりの諸大夫であると見下して記している）と蔑まれるのも仕方がない。なれるはずがなかった女御を宣下され（あまつさえ得子は皇后宮に冊立された）、中世における後宮の変貌ぶりがよく表れた二例となった。このように、平安末期より以前に「更衣」の称号も律令制の変容の歴史の中に消えた。